# Giuseppe Steiner
Giuseppe Steiner, född 1893, var en italiensk bobåkare. Han deltog vid olympiska vinterspelen 1924 i Chamonix i det italienska laget i fyrmansbob, som slutade på sjätte plats.